# Ruppertshofen (Rhein-Lahn-Kreis)
Ruppertshofen ist eine Ortsgemeinde im Rhein-Lahn-Kreis in Rheinland-Pfalz. Sie liegt im Taunus und gehört der Verbandsgemeinde Nastätten an.

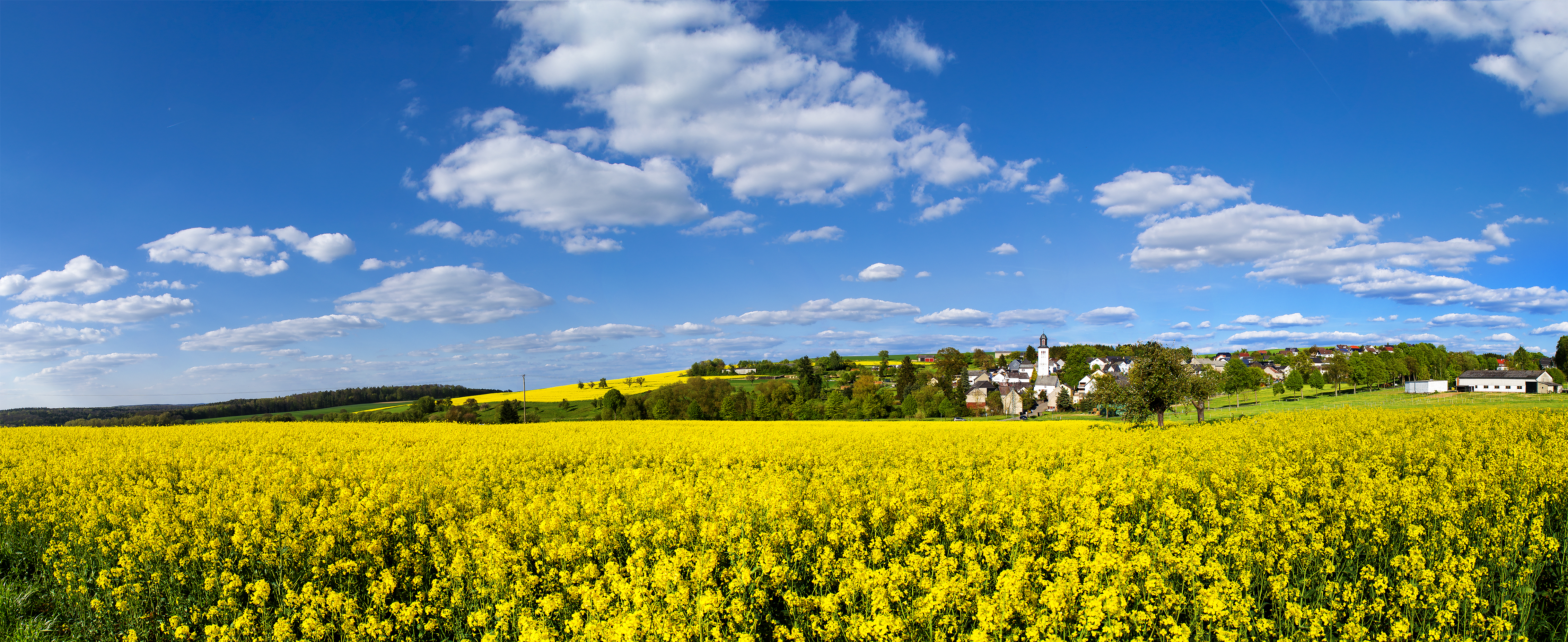
Ruppertshofen im Mai, umgeben von blühenden Rapsfeldern.

## Geschichte
Ruppertshofen wurde im Jahr 1364 als im Besitz der Grafen von Katzenelnbogen urkundlich erwähnt.
Ruppertshofen gehörte zur Niedergrafschaft Katzenelnbogen und war dem Amt Reichenberg unterstellt. Zum Kirchspiel und Gericht Ruppertshofen gehörten auch die Orte Bogel, Kasdorf (Castorff), Hainau (Pissighofen), Himmighofen und Oelsberg (Oehlsberg). Nach dem Aussterben der Grafen von Katzenelnbogen 1479, fiel es an die Landgrafschaft Hessen; Landgraf Philipp I. führte 1527 die Reformation ein. 1567 fiel es an Hessen-Rheinfels, seit 1583 gehörte es zu Hessen-Kassel. Während des Dreißigjährigen Krieges gehörte das Gebiet kurzfristig zu Hessen-Darmstadt, ab 1647/1648 wieder zu Hessen-Kassel.
Von 1806 bis 1813 stand das Gebiet unter französischer Verwaltung (Pays réservé de Catzenellenbogen). Nach dem Wiener Kongress (1815) wurde die Region und damit auch Ruppertshofen aufgrund eines Tauschvertrages 1816 dem Herzogtum Nassau zugeordnet. Im Jahr 1861 entstand eine Synagoge im Ort.
Infolge des sogenannten Deutschen Krieges wurde das Herzogtum Nassau 1866 vom Königreich Preußen annektiert. Nach dem Ende des Ersten Weltkrieges wurde der Ort der im Rahmen der Alliierten Rheinlandbesetzung zunächst von US-amerikanischen und ab 1923 bis 1929 von französischen Soldaten besetzt.
Zum Ende des Zweiten Weltkrieges nahmen am 27. März 1945 US-amerikanische Truppen Ruppertshofen ein. Auch nach dem Zweiten Weltkrieg gehörte es zur französischen Besatzungszone.
Seit 1946 ist Ruppertshofen Teil des damals neu errichteten Landes Rheinland-Pfalz, seit 1969 Teil des Rhein-Lahn-Kreises, seit 1972 Teil der Verbandsgemeinde Nastätten.

## Politik

### Gemeinderat
Der Gemeinderat in Ruppertshofen besteht aus acht Ratsmitgliedern, die bei der Kommunalwahl am 9. Juni 2024 in einer Mehrheitswahl gewählt wurden, und der ehrenamtlichen Ortsbürgermeisterin als Vorsitzender.

### Bürgermeister
Ortsbürgermeisterin von Ruppertshofen ist Heike Ullrich. Bei der Direktwahl am 26. Mai 2019 wurde sie mit einem Stimmenanteil von 77,18 % gewählt und damit Nachfolgerin von Norbert Preißmann, der nicht erneut angetreten war. Bei der Direktwahl am 9. Juni 2024 wurde Heike Ullrich als einzige Bewerberin mit 75,6 % für weitere fünf Jahre in ihrem Amt bestätigt.

### Wappen
| Wappen von Ruppertshofen | Blasonierung: „In Blau ein von Silber und Rot sechsmal geteilter goldbewehrter Löwe nach links.“ |
| Wappen von Ruppertshofen | Wappenbegründung: Der Ort hat den Grafen von Katzenelnbogen gehört, die ihm am 7. Oktober 1364 die Stadtrechte erwirkten. Nach seinem Anfall an die Landgrafschaft Hessen (1479) ist 1544 das S(IGEL) LANDGRAFFISCHS GERICHT ZV RVPEHOFE entstanden, das den linkshingewendeten hessischen Löwen im Schilde zeigt. Für das Wappen sind die hessischen Farben ergänzt. Nach ihrem Übergang an Nassau (1816) hat die Gemeinde, die sich trotz ihres Stadtprivilegs zu einer Stadt nicht hatte entwickeln können, Schriftsiegel geführt. |